# Coricancha

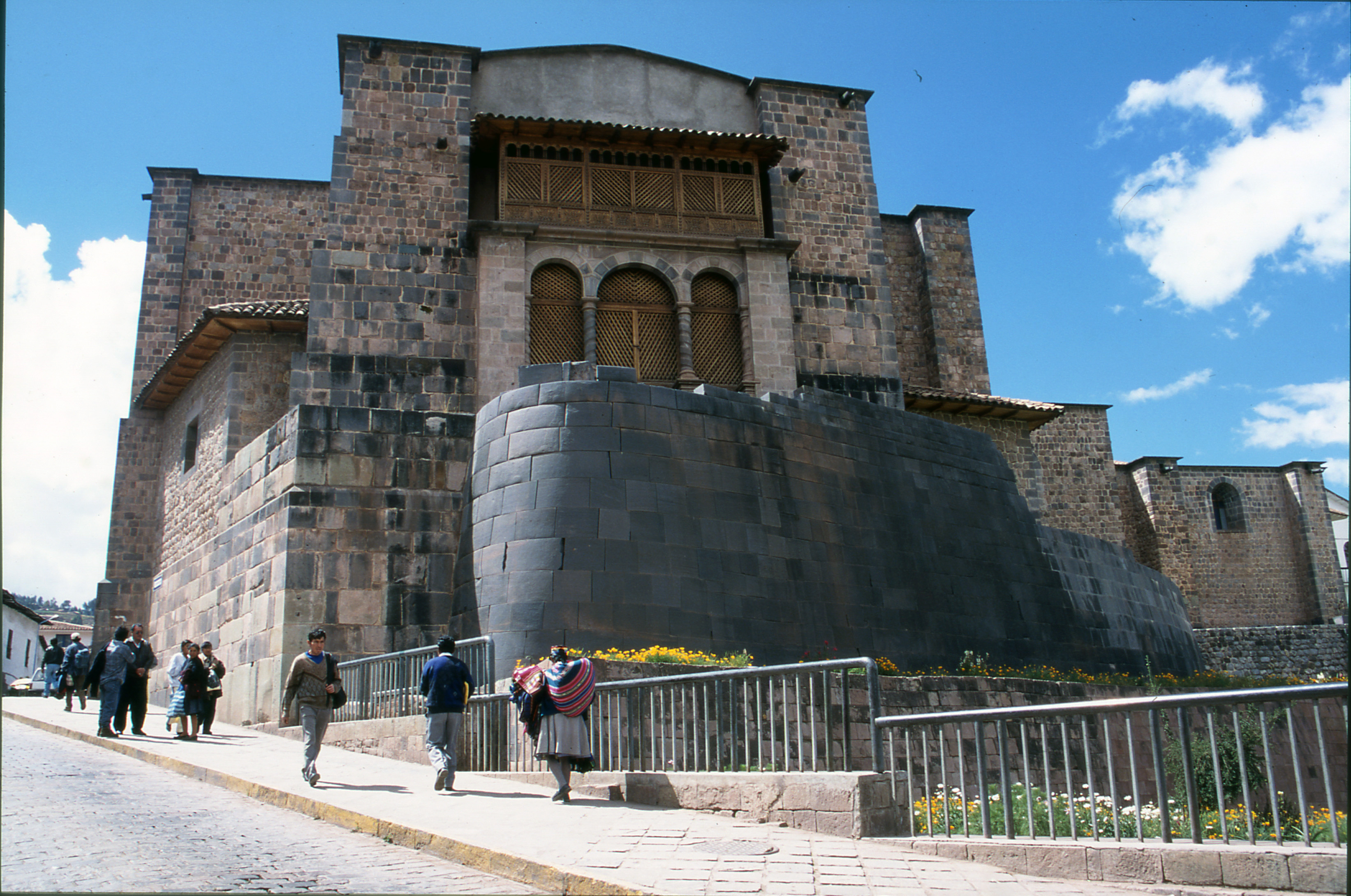
Coricancha

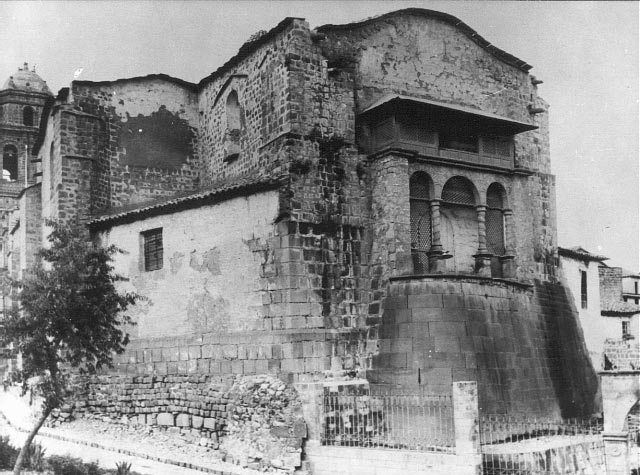
Templo del Sol (zonnetempel, quechua: Inti Kancha), tegenwoordig bekend als Coricancha, foto uit de jaren vijftig

Coricancha (in het Quechua Quri Kancha, wat gouden binnenhof betekent) oorspronkelijk Inti Kancha (Tempel van de zon) geheten, was de belangrijkste tempel binnen het Incarijk, gewijd aan Inti, de god van de zon. Het vormde 'het geestelijke middelpunt van het rijk' en 'de tastbare band tussen mensen en goden'.
Vóór de tijd dat de heersers de titel Inca droegen, woonden de keizers, die ook hogepriesters waren, in de Zonnetempel in Hurin-Cuzco, het beneden gedeelte van de stad. De Inca's mochten niet meer in de benedenstad wonen en bouwden hun residenties in Hanan-Cuzco, het boven gedeelte.
De muren en vloeren waren ooit bedekt met goud en de binnenplaats was gevuld met gouden beelden. Het is de meest beschreven en bewonderde tempel van de stad Cuzco in Peru. Spaanse verslagen uit de 17e eeuw vermelden de ongelooflijke weelde. Al het goud werd ingevorderd door de Spanjaarden zodat de Inca's de borg konden betalen voor hun leider Atahualpa.

## Beschrijving
R. Lehmann-Nitsche toonde, volgens Louis Baudin, in zijn Coricancha, Revista del Museo de la Plata (1928) aan, dat de beschrijving van de indiaan Santa-Cruz Pachacuti Yanqui Salcamayhu in Tres relaciones de antigüedades peruanas 'betrekking heeft op de tekeningen van het altaar in de Zonnetempel te Cuzco.'
De hoofdpoort was versierd met goud- en zilverbeslag en gaf toegang tot een groot heiligdom. De zonnetempel had een puntdak en boven het altaar waren muurschilderingen aangebracht. In het midden daarvan 'schitterde een ovale gouden schijf: het Oer-ei, het Wereldbeginsel (..) de "Zon van de Zon". (..) Ter weerszijden ervan prijkten twee schijven, de gouden zonneschijf en de zilveren van de maan.' Onder het Ei waren de sterren de 'drie lama's' afgebeeld, tussen hun twee herders (Rigel en Betelgeuse). Hieronder de 'vijf sterren van het Zuiderkruis met er onder een indiaans mensenpaar. 'Onder Zon en de Maan zag men tweemaal de planeet Venus: als morgen- en als avondster; daaronder tweemaal het sterrenbeeld van de Plejaden: 's zomers en 's winters. Daaronder aan de ene kant een wijfjeslama en aan de andere kant een mannetjeslama. Er was een onderste horizontale reeks afbeeldingen aan weerskanten. Een zigzaggende bliksemstraal met er onder de aarde in de vorm van een cirkel. boven de aarde bergen, een rivier en de regenboog. Zeven cirkels met een punt in het midden waren de 'ogen der dingen', misschien de 'zeven ogen van de Oppergod'. Op de andere helft was een meer te zien, een bron, een poema en een boom. 'Ongetwijfeld had het een esoterische betekenis.'
In de grote zaal van de Zonnetempel personifieerden drie beelden de 'lichtgod in zijn verschillende aspecten en langs de muren stonden de mummies van de gestorven keizers. Zij waren met zeer dikke stof omwikkeld', zodat ze zonder ondersteuning rechtop konden zitten. 'Het gebalsemde lijk zat er met opgetrokken knieën binnenin'. Op de 'grote baal textiel' was een hoofd 'van zorgvuldig bewerkte huid' aangebracht, 'compleet met mond, neus, ogen, oren en de lautu '. De mummies waren op prachtige zetels geplaatst, met schitterende stoffen en kostbare gouden versierselen en veren.
Binnen de tempelomheining bevonden zich nog andere tempels: de Maantempel, overtrokken met zilver; een heiligdom dat gedeeld werd door Venus 'met het lange, golvende haar' en de Plejaden, de 'dienaressen van de Maan'; het vierde en vijfde paviljoen waren aan bliksem en donder (Illapa) gewijd en aan de regenboog; een laatste gebouw bevatte een '"audiëntiezaal" van de priesters, de "sacristie". 
'Om de buitenmuur van de tempel liep een gouden fries en in de muren van de binnenplaats waren nissen, die met edelstenen waren ingelegd en waarin gouden lama's stonden. Ondergrondse buisleidingen met gouden mondstuk voerden water aan voor de vijf fonteinen.' Terrassen leidden omlaag naar de rivier Huatanay. Daar lag de 'gouden tuin', waar alles van goud was: 'het gras, de bloemen, de bomen, de reptielen, de vogels en zelfs de herder; een hulde aan de Zon'. Er was ook een reservoir vol chicha (maïsbier) voor het 'dorstige hemellichaam'. Dit gehele complex werd met een stenen omheining omsloten.

## Santo Domingo
De kerk van Santo Domingo werd gebouwd op de plek van de tempel en het materiaal van de tempel werd gebruikt om de kerk ermee op te bouwen. De kerk en overgebleven Inca-muren hebben vele aardbevingen moeten doorstaan, maar door de kolossale blokken heeft alles redelijk de tand des tijds doorstaan.

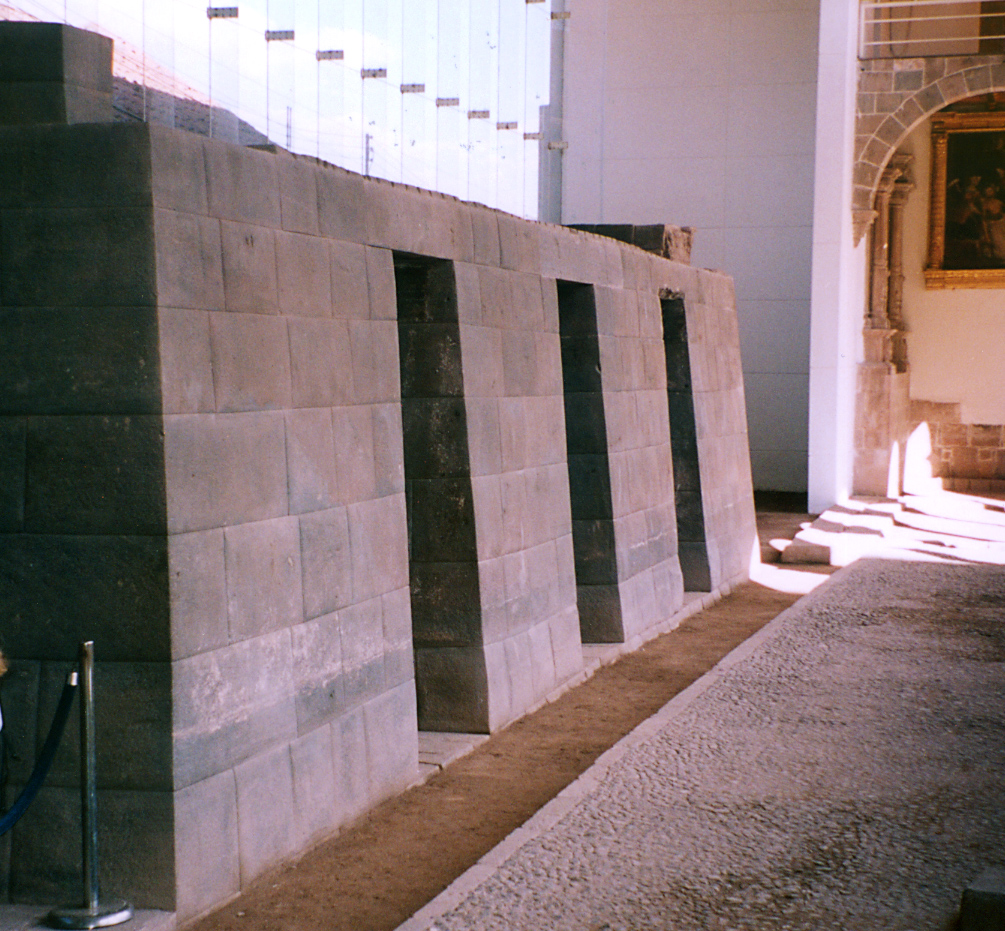
Interieur Coricancha met Incamuur
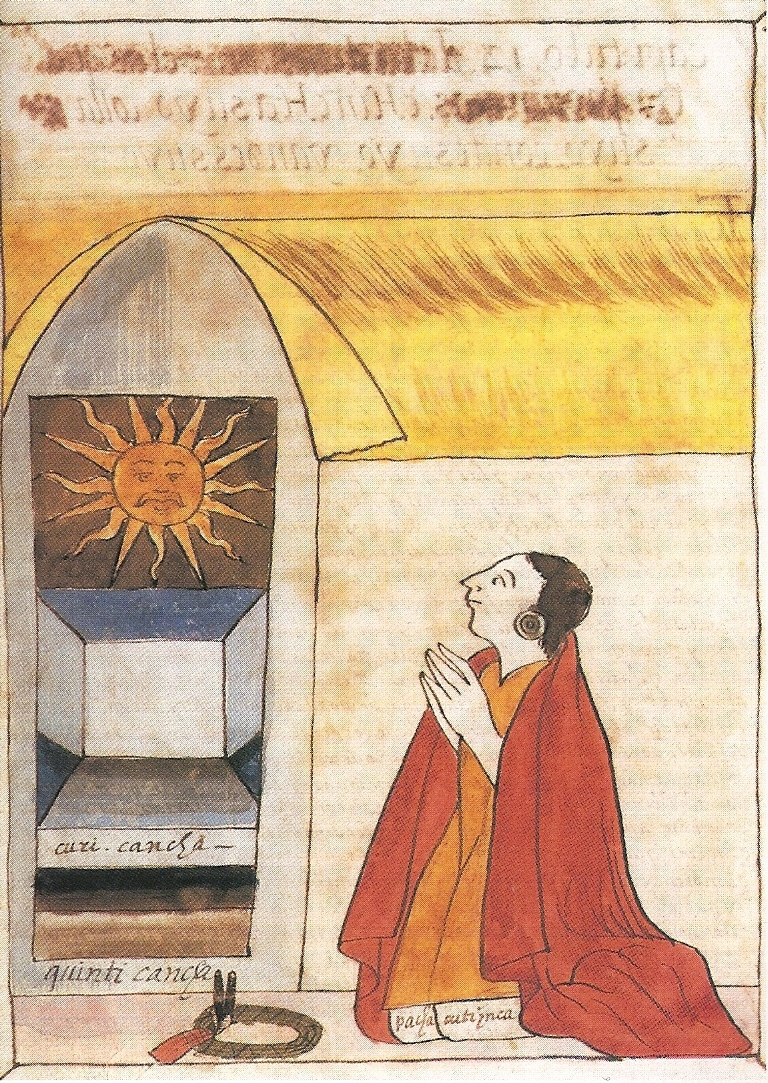
Coricancha, 17e eeuw
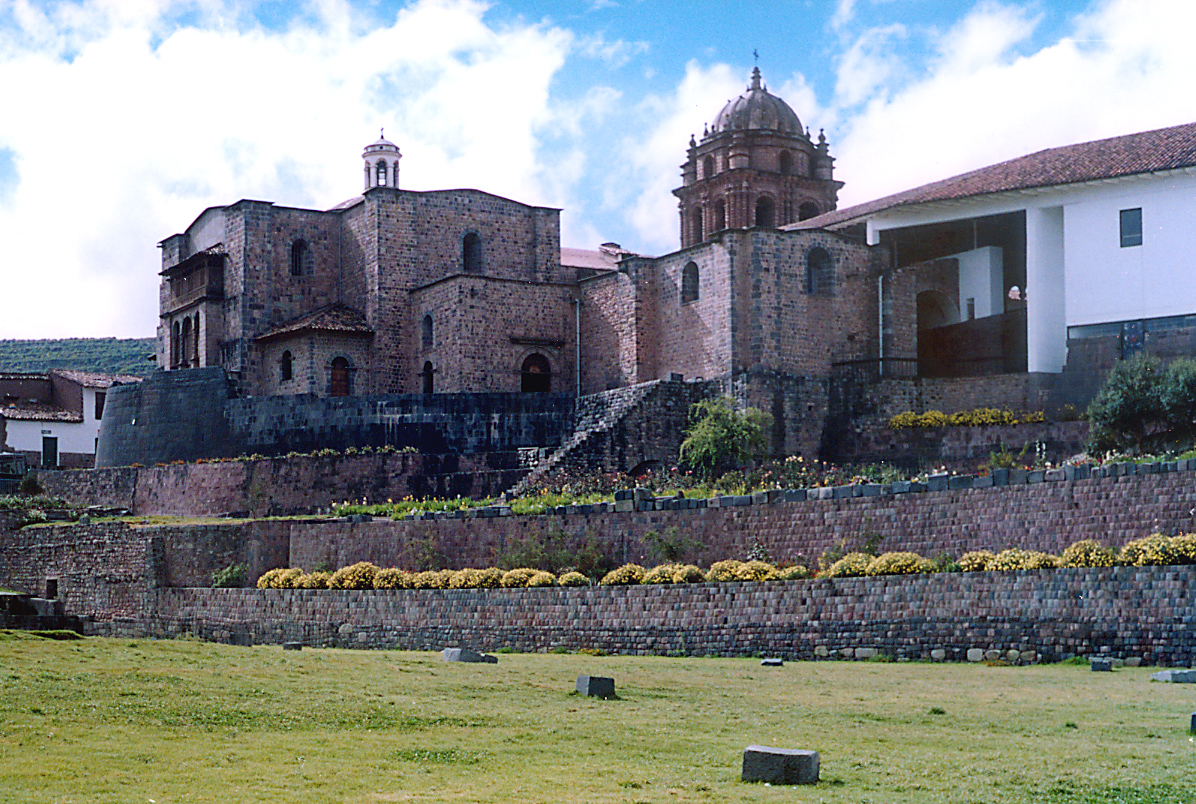
Coricancha
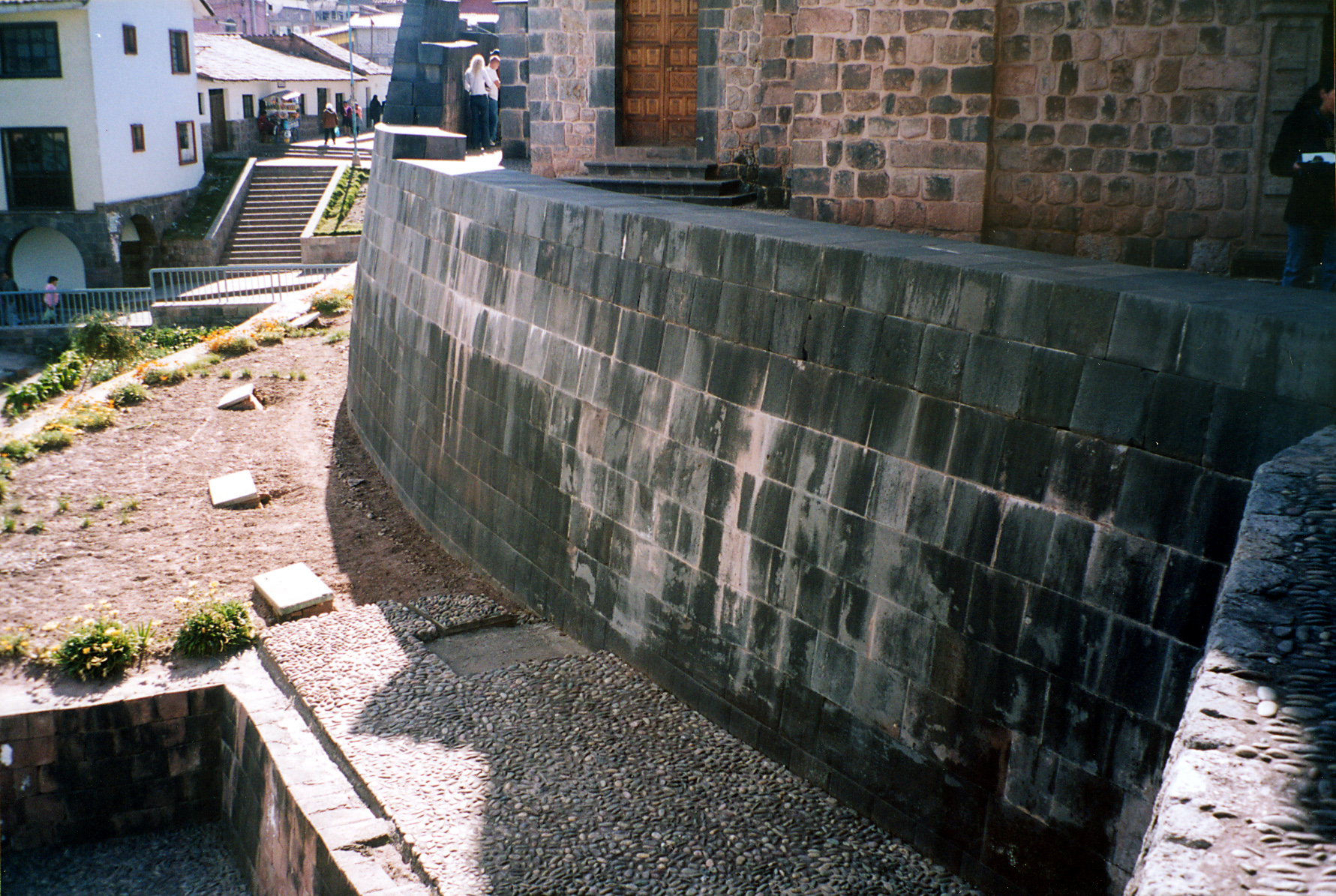
Coricancha